# الدريعة
غءالدريعة بلدية في دائرة تاورة في ولاية سوق أهراس.